# Copa América 2010 (regata)

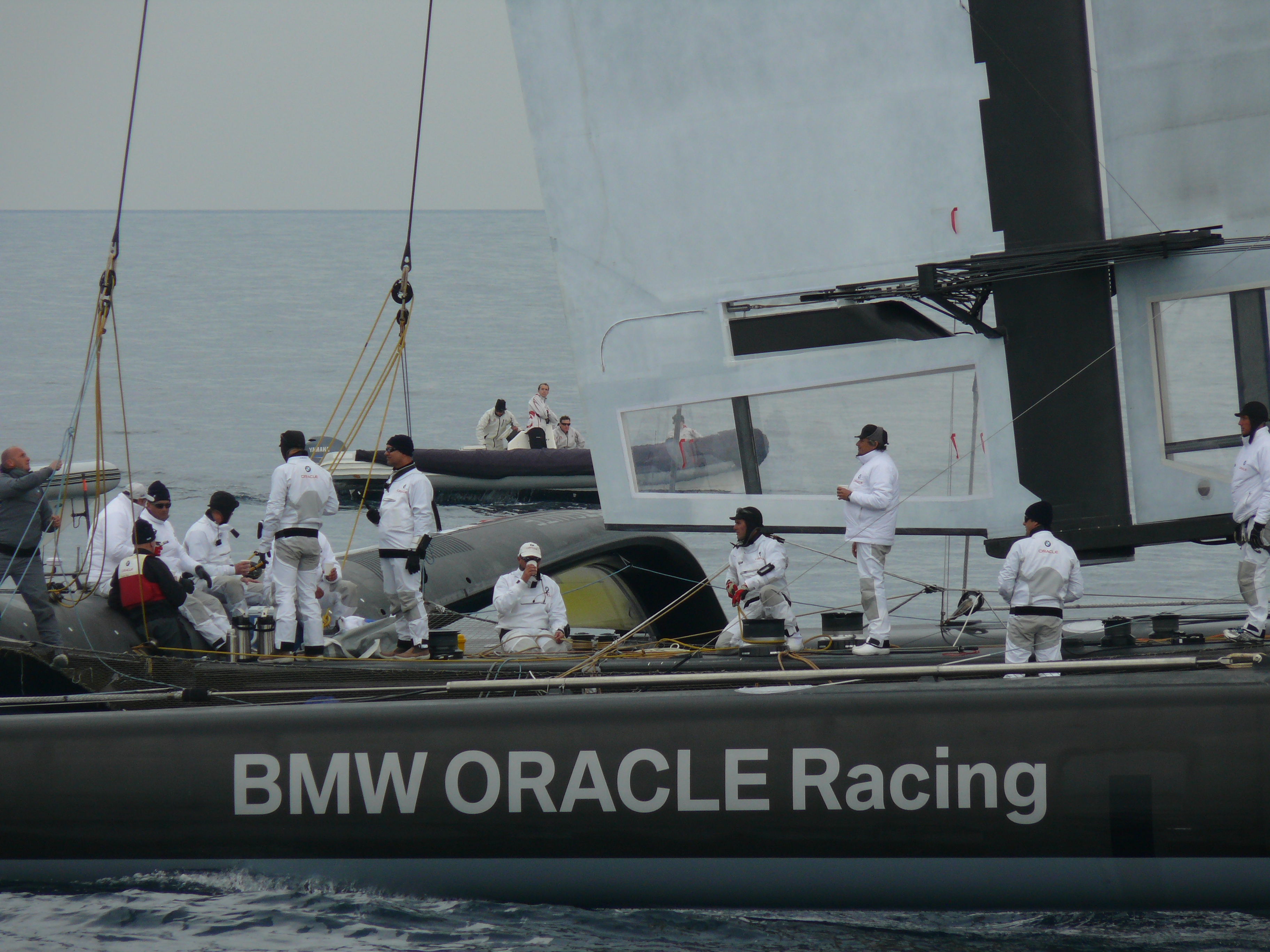
El USA 17 del GGYC

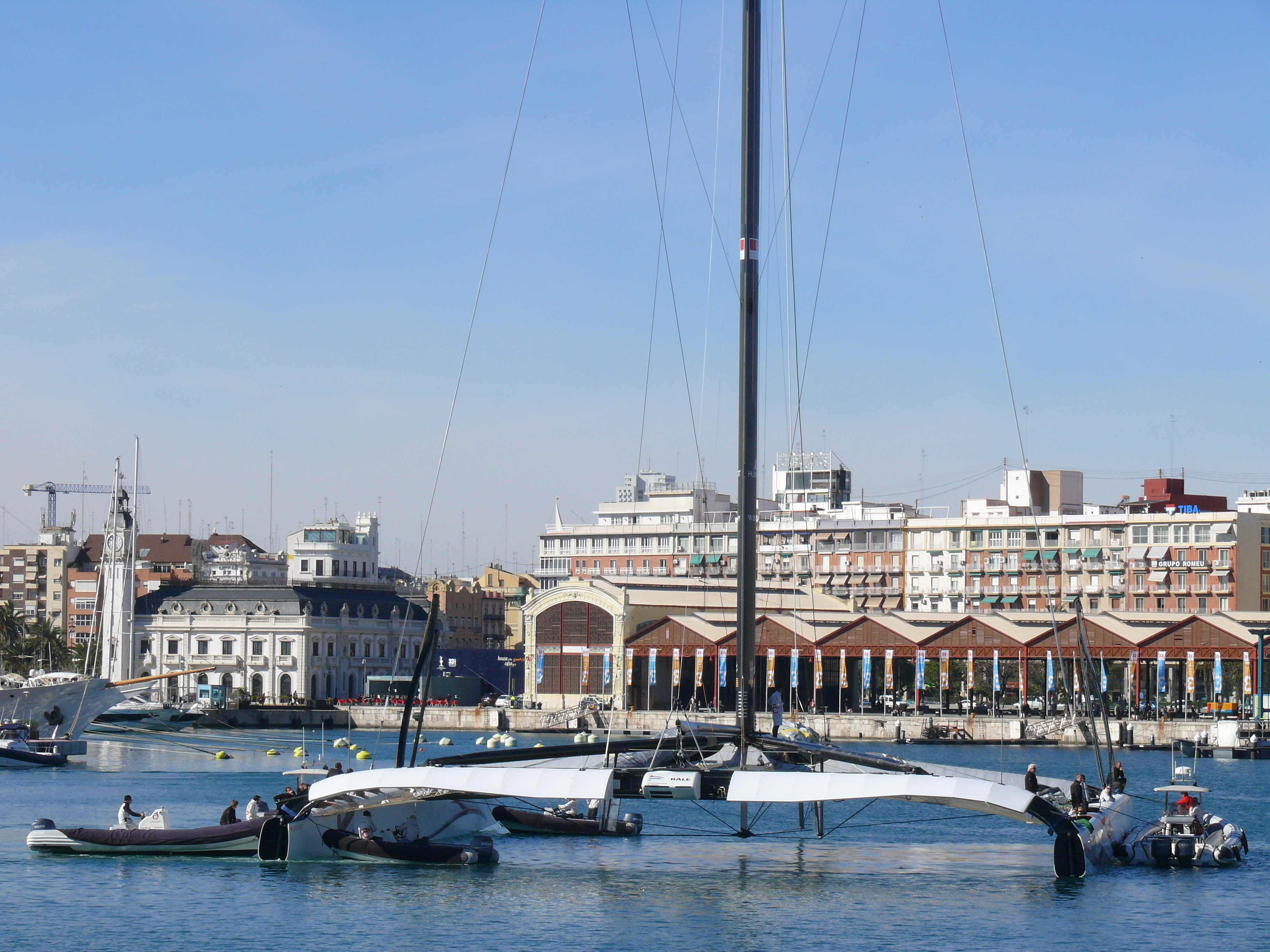
El Alinghi 5 de la SNG

La Copa América 2010 fue la edición número 33 de la Copa América de Vela. Se disputó por segunda vez en la costa de Valencia (España).
El yate USA 17, un trimarán del equipo Oracle Challenge diseñado por VPLP Yacht Design y patroneado por James Spithill, representando al Club de Yates Golden Gate, venció al yate Alinghi 5, un catamarán del equipo Alinghi de la Sociedad Náutica de Ginebra, club defensor del trofeo, diseñado por Rolf Vrolijk y patroneado por Brad Butterworth (con Ernesto Bertarelli en la caña).
La Copa volvió a los Estados Unidos después de 15 años.
Los barcos fueron yates de 90 pies de eslora por 90 pies de manga (27,4 metros por 27,4 metros). 

## Historia
Debido a los litigios generados por la mala gestión de la Sociedad Náutica de Ginebra y del Club Náutico Español de Vela al término de la edición anterior, esta edición se limitó a un duelo entre el defensor, la Sociedad Náutica de Ginebra (SNG), y el desafiante, el Club de Yates Golden Gate (GGYC), sin que se celebrasen Defender Selection Series ni Challenger Selection Series, al igual que sucediera en la edición de 1988. 

### Conflicto judicial
Después de vencer en la edición de 2007 disputada en Valencia (España), la Sociedad Náutica de Ginebra aceptó el reto del Club Náutico Español de Vela y firmaron el protocolo de la 33.ª edición. El Club de Yates Golden Gate (GGYC) impugnó esta situación, al considerar que el CNEV no cumplía los requisitos que se exigen a los clubes que deseen participar en la Copa América, según los estatutos del trofeo (el famoso "Deed of Gift"). Llevó su protesta a la Corte Suprema del Estado de Nueva York y ganó el litigio en primera instancia el 27 de noviembre de 2007, y definitivamente el 2 de abril de 2009, por lo que se convirtió en el club desafiante de referencia (Challenger of Record) de la edición 33, anulando el protocolo firmado con el club español y procediendo a la firma de un nuevo protocolo, que regió la edición.

### Cronología del conflicto judicial
- 2 de julio de 2007: Alinghi, representando a la Sociedad Náutica de Ginebra (SNG), gana la 32.ª edición de la Copa América.
- 3 de julio de 2007: El Club Náutico Español de Vela (CNEV) se convierte en challenger of record.
- 11 de julio de 2007: El Club de Yates Golden Gate (GGYC) presenta su desafío y denuncia que el CNEV no es legítimo, solicitando la anulación del protocolo.
- 20 de julio de 2007: El GGYC lleva el caso a los tribunales y denuncia en el Tribunal Supremo de Nueva York que el CNEV y el protocolo firmado son inválidos.
- 25 de julio de 2007: A pesar de la protesta del GGYC, la SNG anuncia que Valencia será la sede de la próxima Copa América en 2009.
- 22 de noviembre de 2007: Tras negociaciones fallidas entre la SNG y el GGYC, ACM anuncia que pospone la celebración de la 33.ª Copa.
- 27 de noviembre de 2007: El juez Herman Cahn falla a favor del GGYC.
- 18 de marzo de 2008: Tras meses en que ambos equipos intentan acordar una nueva Copa abierta a más equipos, la SNG presenta una moción contra la sentencia, pero el juez falla de nuevo a favor del GGYC y estima que la 33.ª Copa América será un duelo entre ambos clubes.
- 29 de julio de 2008: Tras otra apelación de la SNG, el Tribunal de Apelación anula las sentencias previas y da la razón a los suizos; el CNEV es declarado válido.
- 1 de agosto de 2008: El GGYC apela la decisión y lleva el caso al Tribunal de Apelación de la Corte de Nueva York.
- 3 de marzo de 2009: Bertarelli anuncia claramente por primera vez que la Copa se celebrará en Valencia con independencia de la decisión judicial.
- 2 de abril de 2009: El Tribunal de Apelación de la Corte de Nueva York falla a favor del GGYC, tras 633 días de litigio, y aboca la competición a un duelo entre SNG y GGYC.
- 5 de agosto de 2009: La SNG anuncia que la 33.ª edición de la Copa América se celebrará en Ras el Jaima (Emiratos Árabes Unidos).
- 1 de octubre de 2009: El GGYC interpone una nueva demanda contra esta decisión al considerar que esta sede no es legal y solicita que la sede sea Valencia.
- 5 de noviembre de 2009: Con la denuncia por la sede pendiente de resolución, la SNG propone celebrar el duelo con GGYC en la costa este de Australia.
- 20 de noviembre de 2009. El Tribunal Supremo de Nueva York publica la sentencia que aprueba la sede de Valencia para la edición de 2010.

## Copa América
La competición se programó al mejor de 3 pruebas. Las pruebas tenían que comenzar el día 8 de febrero de 2010, pero los días 8 y 10 no se pudo dar la salida debido a que el viento era flojo y variable el día 8 y a que las olas superaban los 2 metros de altura el día 10. 
El día 12 se disputó la primera regata que dio como vencedor al "USA 17", del equipo BMW Oracle Racing. No fue una regata demasiado disputada ya que los norteamericanos se impusieron por más de quince minutos de ventaja.
El día 14 volvió a repetirse el mismo guion. Aunque el "Alinghi 5" se mantuvo en cabeza durante gran parte de la primera ceñida, el "USA 17", valiéndose de su mayor velocidad y mejor estrategia se puso en frente y aventajó en más de cinco minutos al sindicato suizo en la línea de llegada. La Copa América volvía a los Estados Unidos 15 años después de su última salida. 
| Fecha                 | Vencedor | Perdedor  | Marcador | Delta |
| --------------------- | -------- | --------- | -------- | ----- |
| 12 de febrero de 2010 | USA 17   | Alinghi 5 | 1-0      | 15:28 |
| 14 de febrero de 2010 | USA 17   | Alinghi 5 | 2-0      | 05:26 |